# Rigaud (Alpes Marítimos)
Rigaud é uma comuna francesa na região administrativa da Provença-Alpes-Costa Azul, no departamento Alpes Marítimos. Estende-se por uma área de 32,54 km², com 146 habitantes, segundo os censos de 1999, com uma densidade de 4 hab/km².